# Cerkiew Świętego Michała Archanioła w Ladomirovej

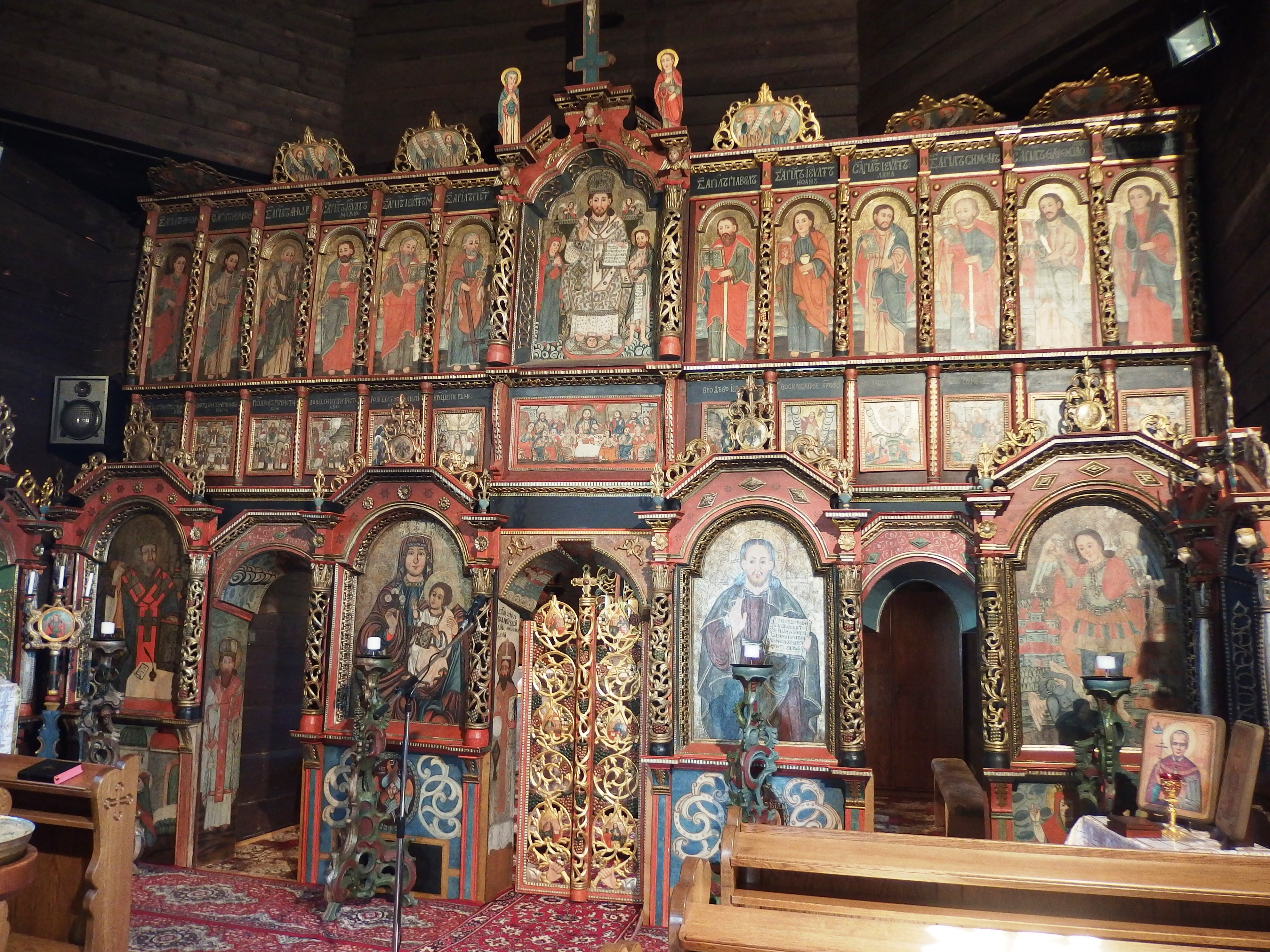
Ikonostas

Cerkiew Świętego Michała Archanioła (słow. Chrám svätého Michala Archanjela) – drewniana greckokatolicka cerkiew parafialna z 1742 w Ladomirovej. Należy do dekanatu Svidník w archieparchii preszowskiej Kościoła katolickiego obrządku bizantyjsko-słowackiego. 
Cerkiew łemkowska typu północno–zachodniego, od 1968 posiada status Narodowego Zabytku Kultury.
W 2008 została wpisana na Listę Światowego Dziedzictwa UNESCO wraz z innymi drewnianymi cerkwiami w słowackich Karpatach.

## Historia
Cerkiew została wzniesiona w 1742, w południowej części wsi. Świątynia ucierpiała w czasie II wojny światowej, ale już w 1946 ją wyremontowano. Ponownie została uszkodzona przez powalone drzewo w czasie silnej burzy w 1957. Rok później została odbudowana. Ikonostas stopniowo restaurowano w latach 1996-2006. Remont generalny przeszła na początku XXI wieku.

## Architektura i wyposażenie
Jest to cerkiew drewniana o konstrukcji zrębowej, orientowana. Budowla trójdzielna: do kwadratowej nawy przylega od strony wschodniej zamknięte prostokątnie prezbiterium, a od zachodniej babiniec objęty słupami wieży. Wieża o pochyłych ścianach, z izbicą, otoczona zachatą. Dach namiotowy łamany nad prezbiterium, a łamana ośmioboczna kopuła nad nawą. Gontowe dachy nad prezbiterium, nawą i wieżą zwieńczone wydatnymi baniastymi hełmami zakończonymi kutymi krzyżami.

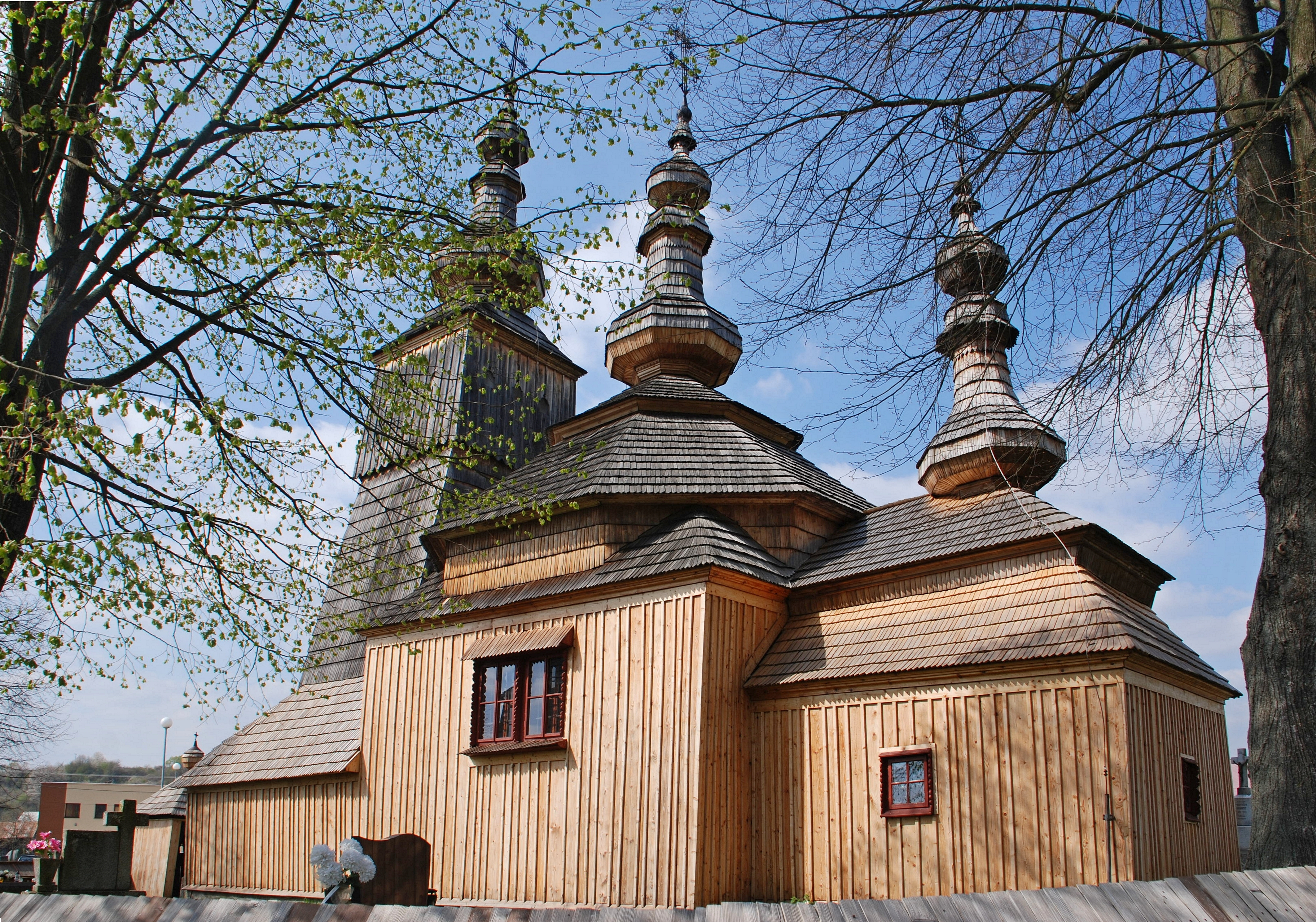
Elewacja zachodnia
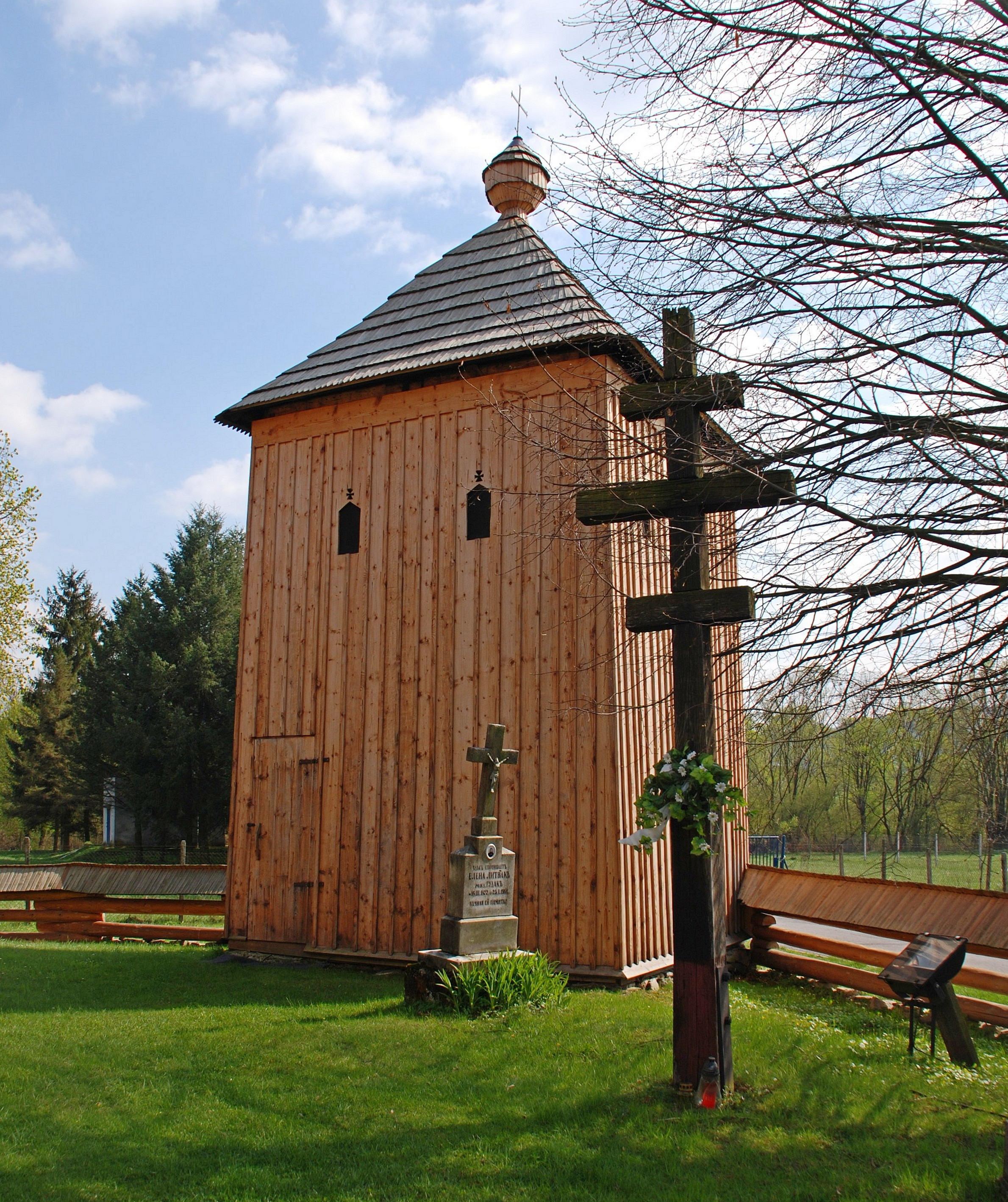
Dzwonnica
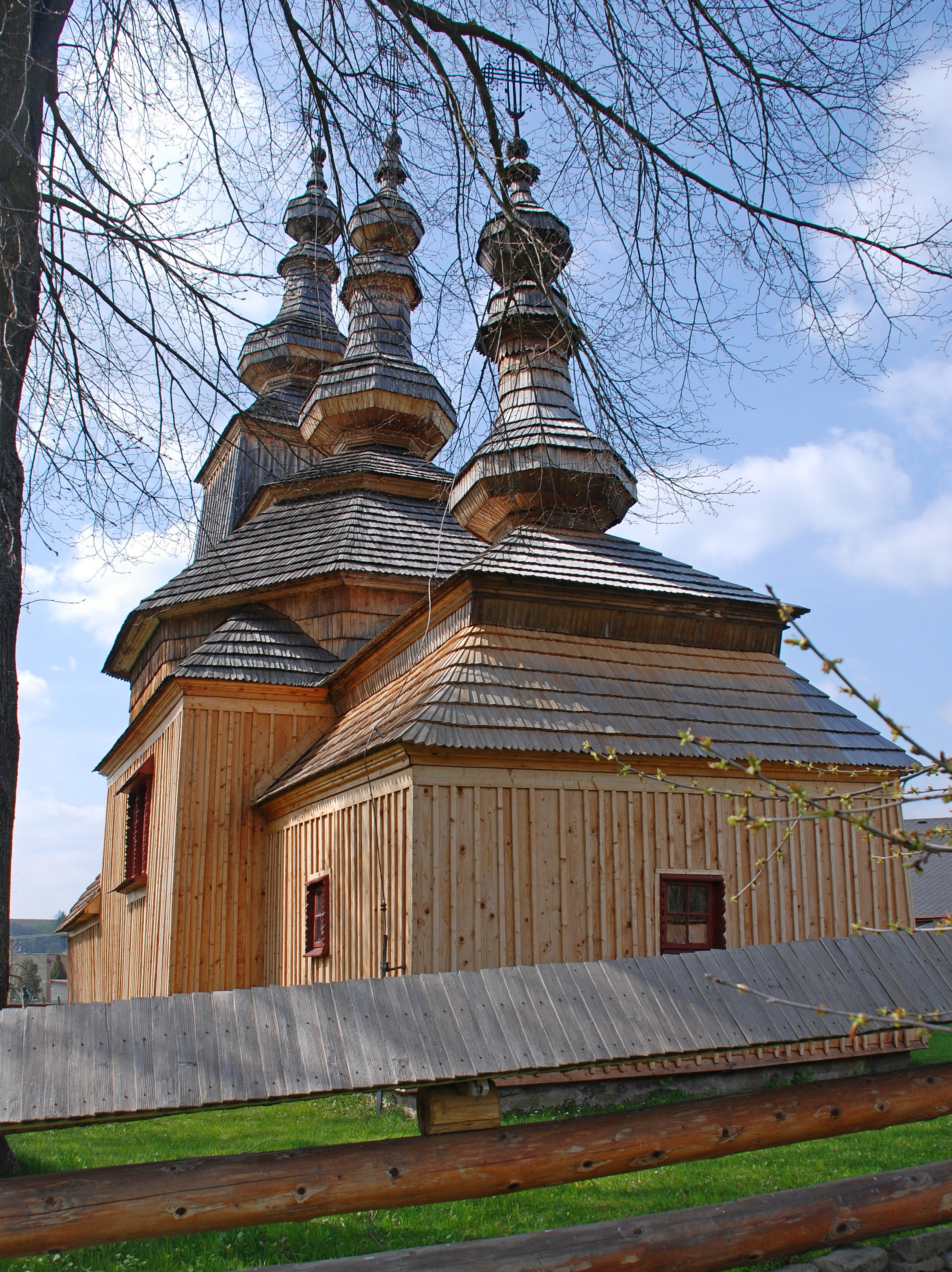
Widok od strony prezbiterium

Wewnątrz w prezbiterium i nawie zrębowe kopuły, strop płaski w babińcu. Między babińcem a nawą ozdobnie wycięta przegroda.   
W sanktuarium ołtarz główny z ikoną Pokrov, malowane tabernakulum z połowy XVIII wieku. Pomiędzy prezbiterium a nawą pięciopiętrowy kompletny ikonostas z XVIII wieku, niektóre ikony pochodzą z drugiej połowy XVII wieku. Carskie wrota wyposażone w sześć medalionów. Ikony także na ścianach bocznych nawy. 

## Wokół cerkwi
Obok cerkwi duża drewniana dzwonnica konstrukcji słupowej, przykryta gontowym piramidalnym dachem zwieńczonym cebulastym hełmem z jednoramiennym krzyżem. Pierwotnie znajdowały się tu cztery dzwony (obecnie są trzy), przy czym jeden z 1742. Cerkiew otacza drewniane ogrodzenie.